# プレイマウント

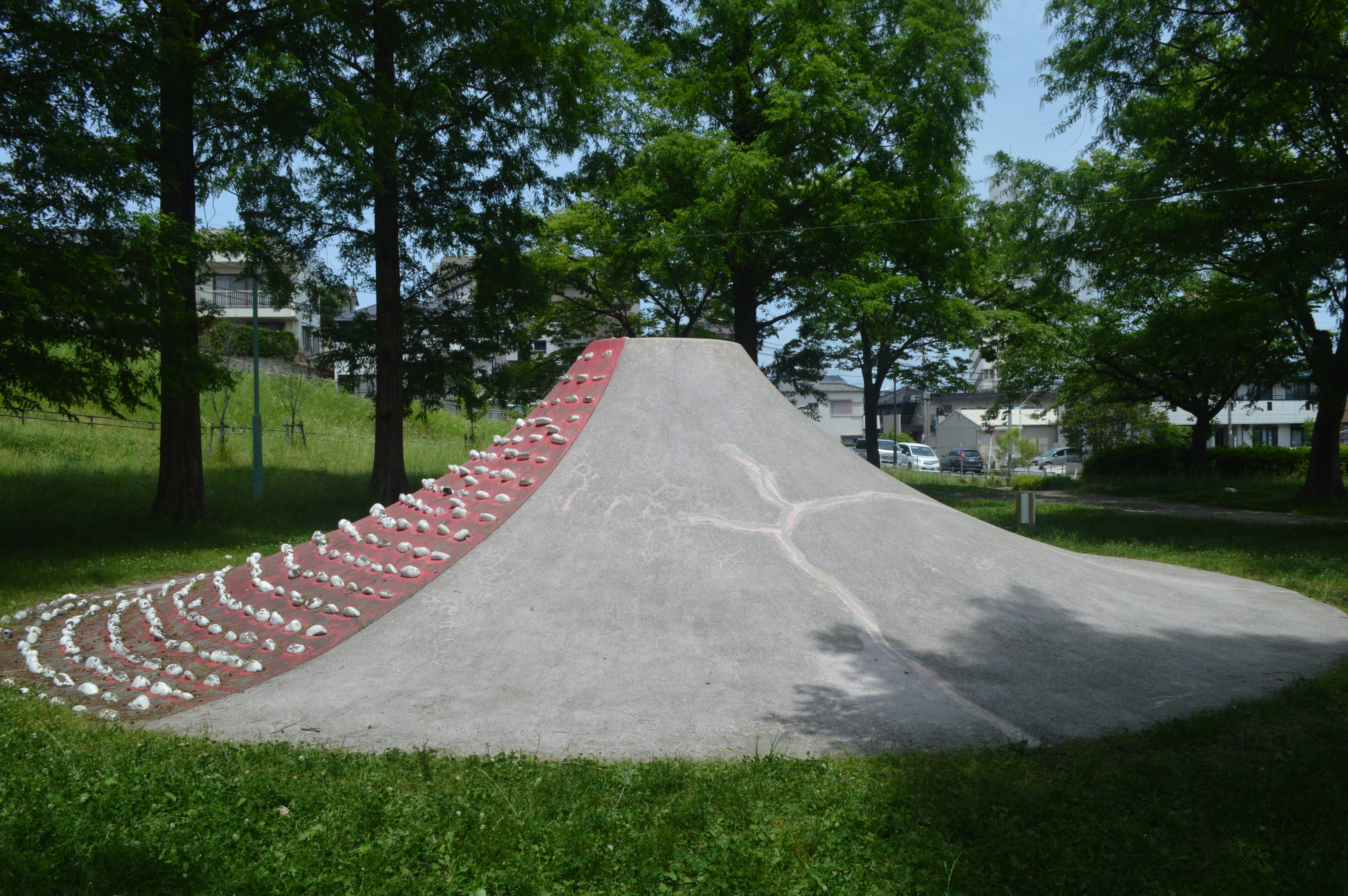
笠寺公園のプレイマウント

プレイマウントは、愛知県名古屋市を中心として東海3県の公園に設置されているコンクリート製築山遊具（すべり台）。富士山すべり台などとも呼ばれる。

## 歴史

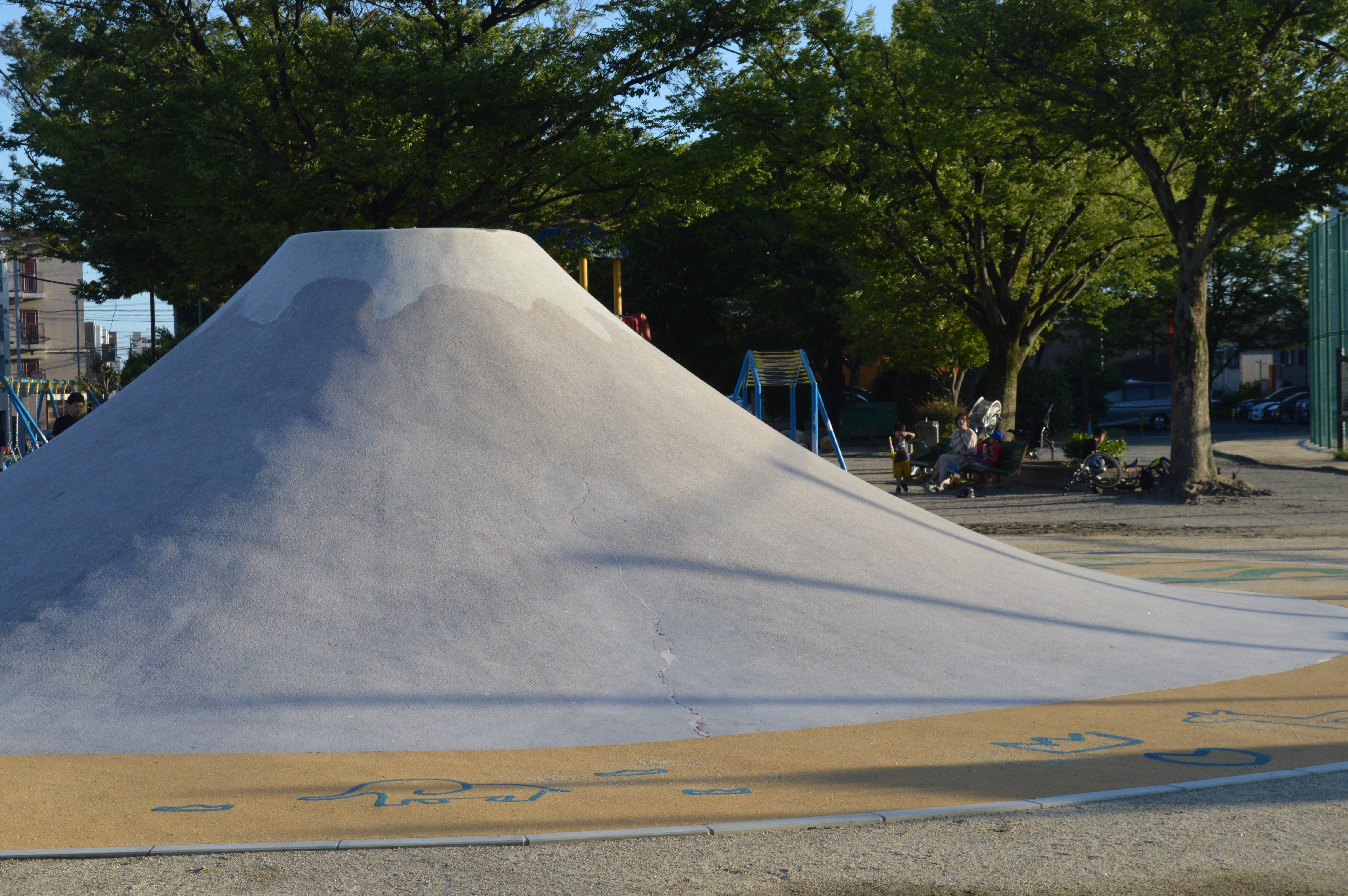
設置第1号のプレイマウント（吹上公園）

高度経済成長期の名古屋市では人口が急増し、土地区画整理事業によって多数の公園を建設する必要があった。このため、1960年代後半には公園の整備計画の中で同形の山型の遊具が考案され、1966年（昭和41年）には吹上公園に初めて「プレイマウント」が設置された。
プレイマウントのほかに、「石の山」と「クライミングスライダー」と呼ばれるコンクリート製築山遊具も設置されたが、子どもには特にプレイマウントの人気が高かった。当初は富士山を意識して設計されたものではなかったが、市民からは「富士山すべり台」などと呼ばれるようになった。問い合わせがあった周辺自治体にも図面が提供されたことで、1968年度（昭和43年度）には東海市の富田公園にもプレイマウントに類似した遊具が建設された。春日井市には独自図面の富士山すべり台が複数設置され、2018年度（平成30年度）には半田市に史上最大の富士山すべり台が設置された。
プレイマウントは名古屋市内の公園に100基以上が設置されたが、安全性の問題からコンクリート製の遊具は避けられるようになったため、1999年（平成11年）を最後に同様の遊具は造られていない。近年ではウレタンなどの柔らかい素材で造ることも検討されている。2018年（平成30年）時点で中部地方に129個が確認されており、愛知県内にはその約96％にあたる124個（うち名古屋市内が93個）、三重県に3個、岐阜県と石川県にそれぞれ1個という内訳であった。

## 特色

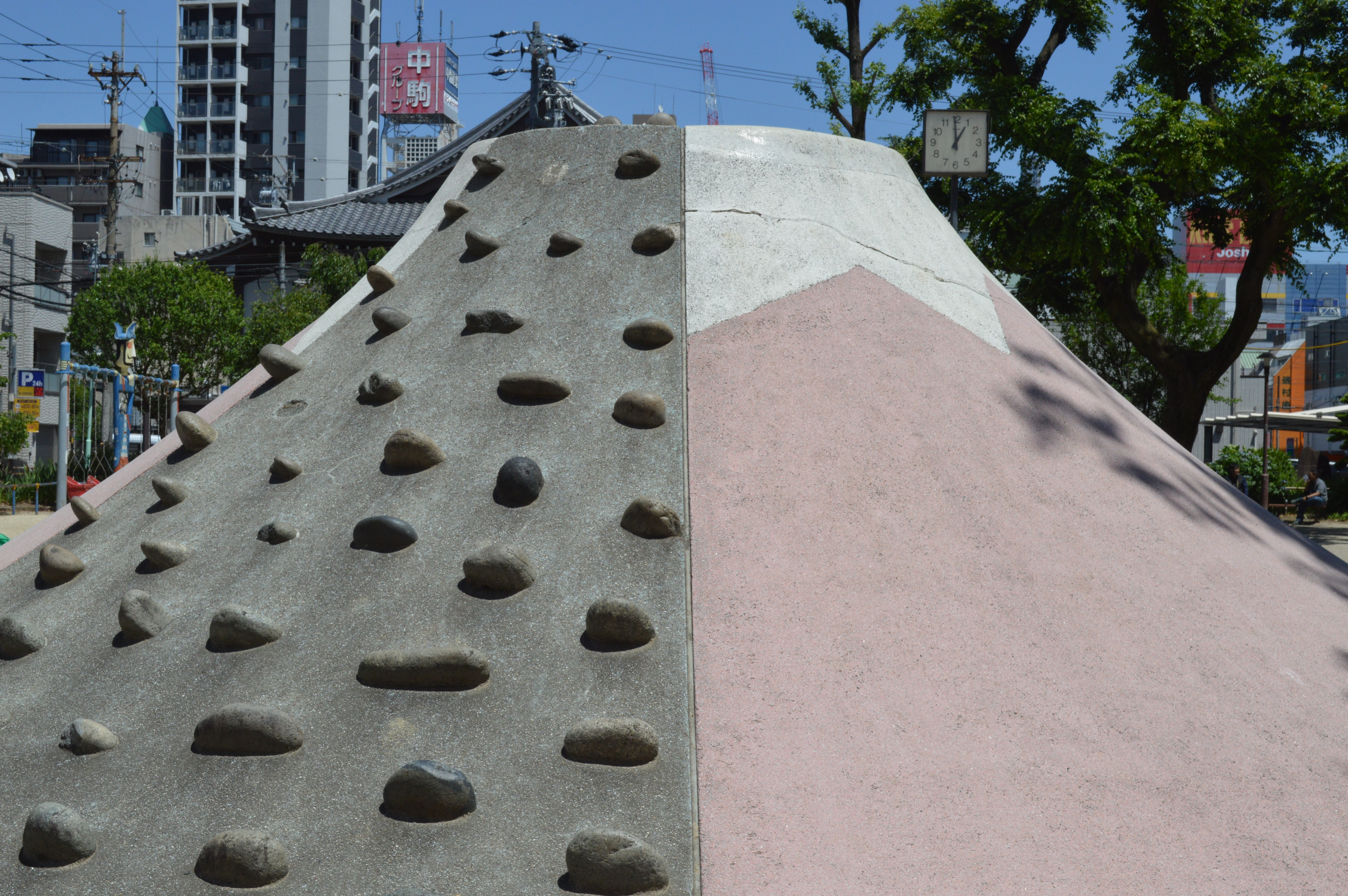
プレイマウントの表面（裏門前公園）

円錐のような形状に成型されたコンクリート製の築山遊具で、頂点は平らになっており、斜面の傾斜は末端ほど緩やかになっている。斜面の一部には登りやすいように石が埋められている。
名古屋市が設置したプレイマウントには大小2種類があり、プレイマウントAは直径12メートルで高さ2.5メートル、プレイマウントBは直径8メートルで高さ1.7メートルである。カラーリング、玉石の埋め込み方などには個体差がある。

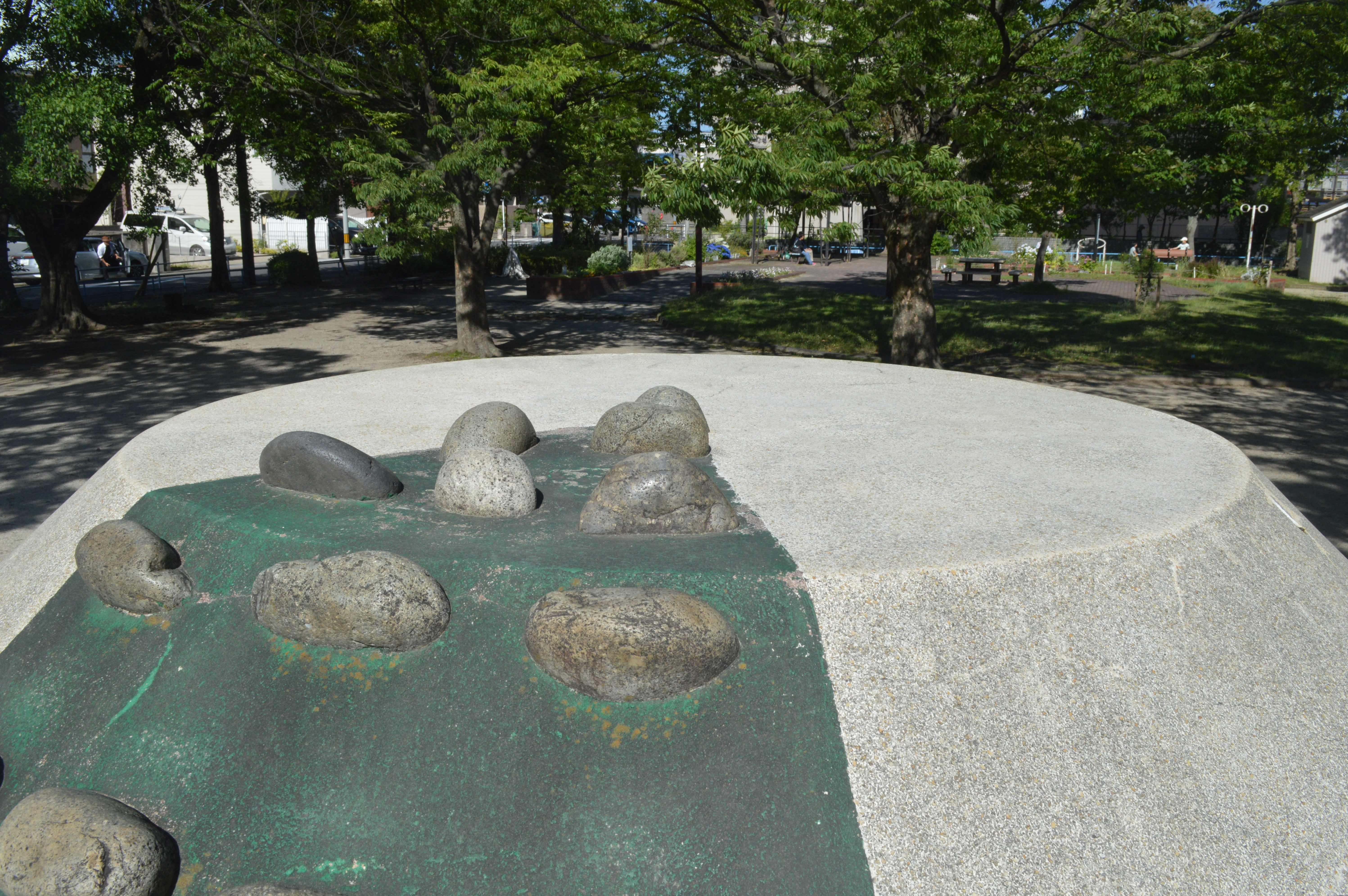
プレイマウントの山頂（杓子公園）
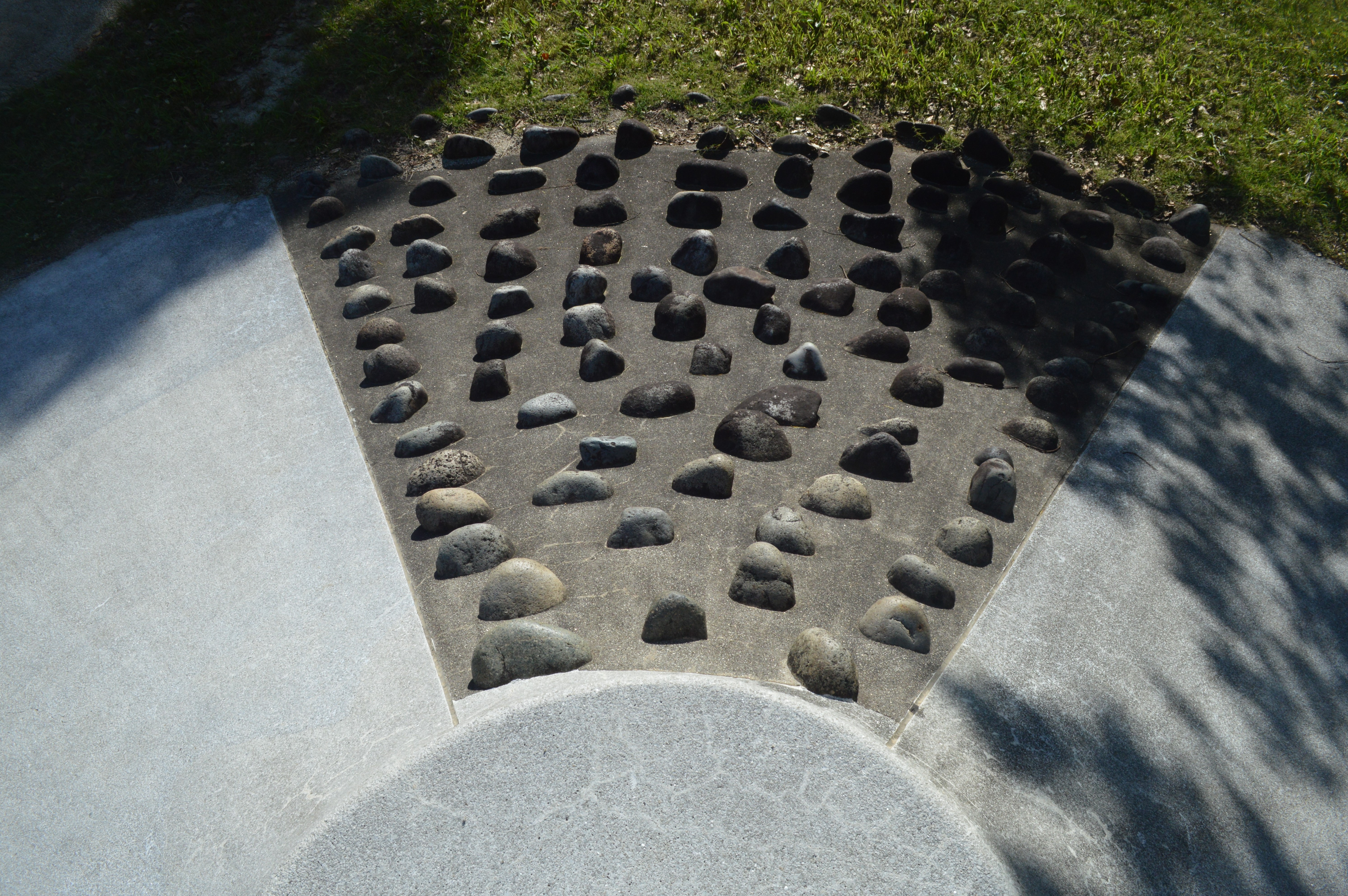
山頂から見た斜面（下山畑公園）
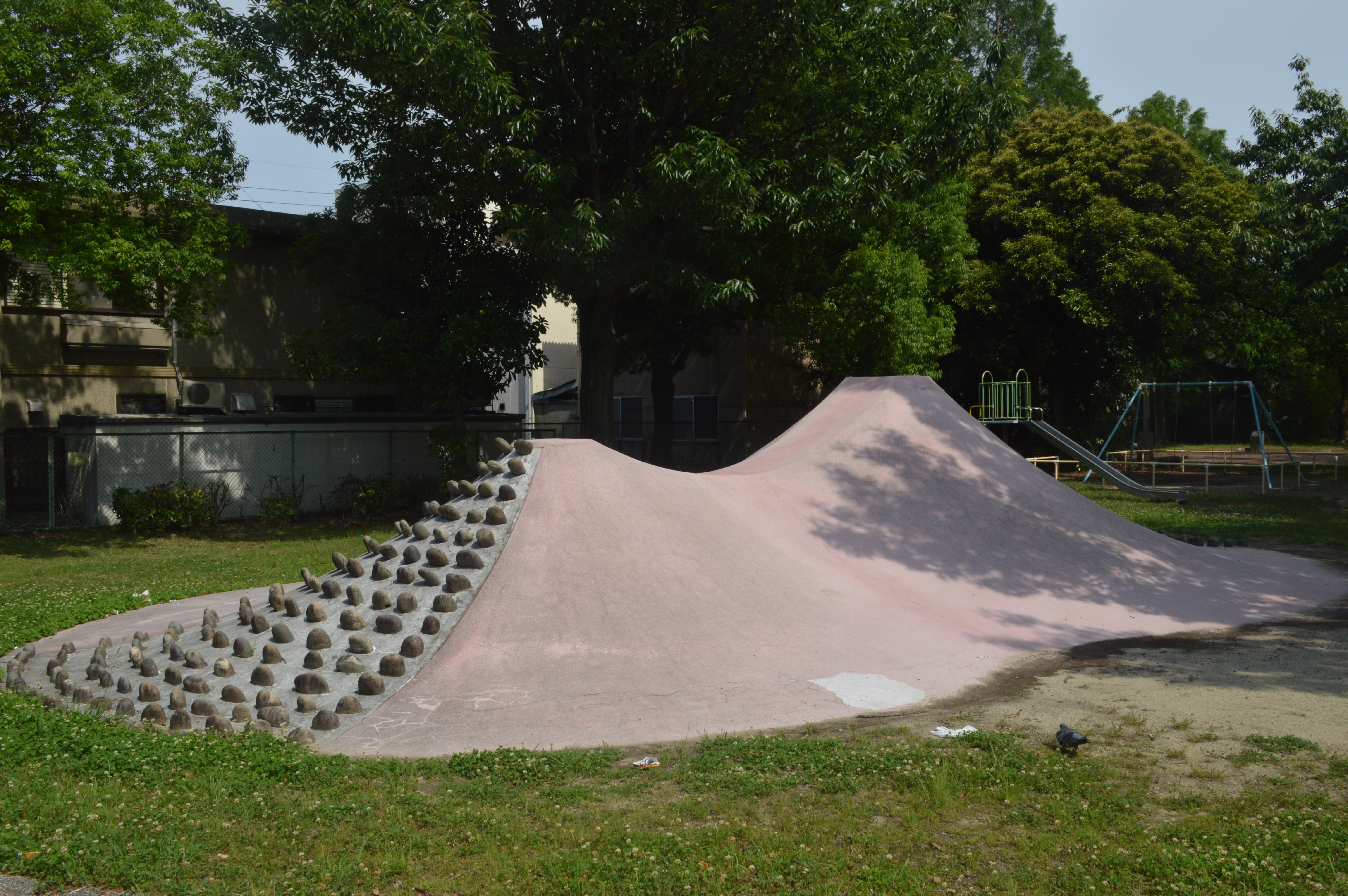
二連のプレイマウント（大瀬子公園）

## 類似の遊具

### 石の山

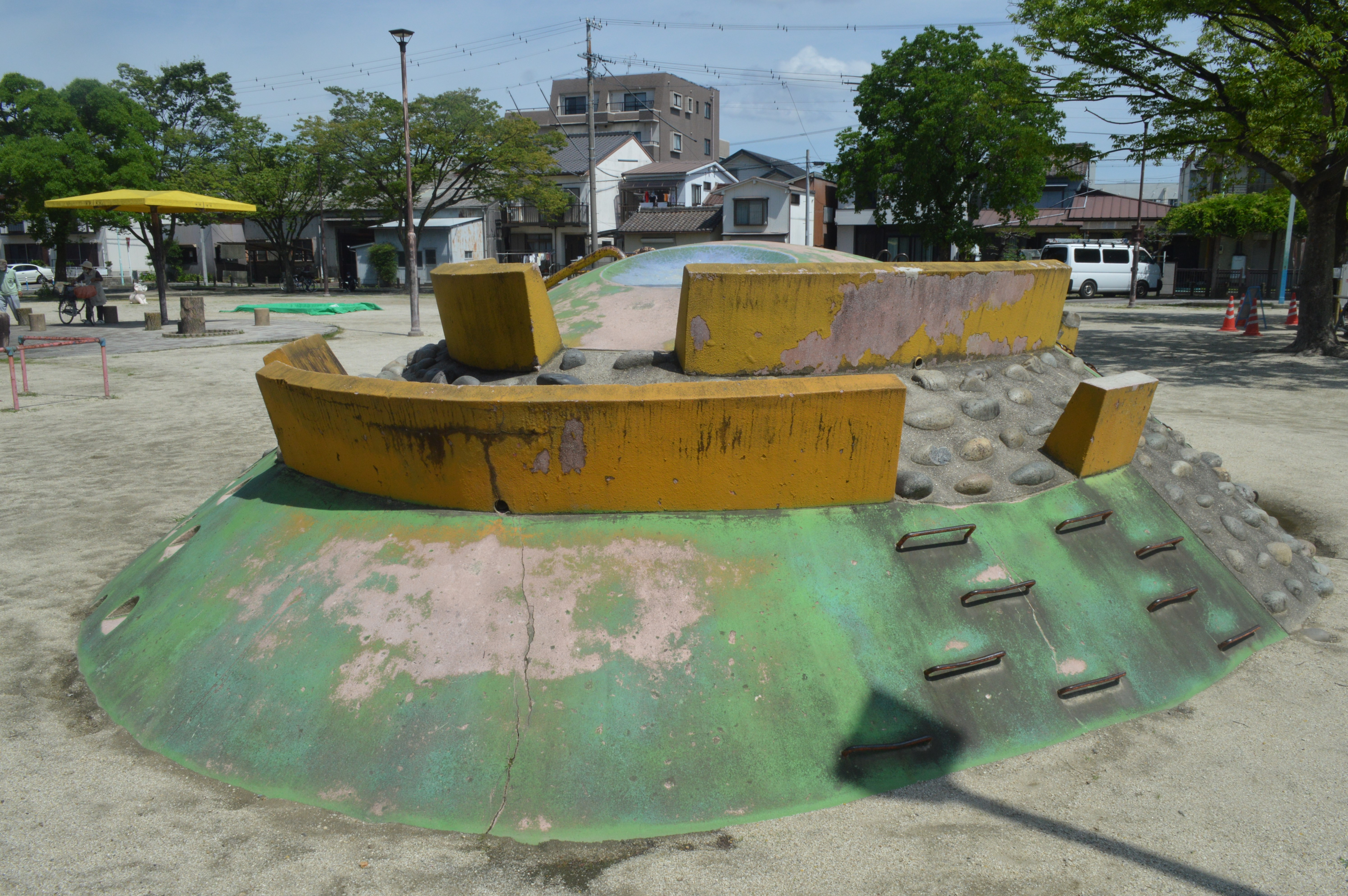
石の山（源兵衛公園）

名古屋市が初めて量産を開始したコンクリート製遊具は「石の山」である。1964年度（昭和39年度）時点では木ケ崎公園、牧野公園、細米公園、本宮公園、元柴田公園に設置されており、その後も1969年（昭和44年）頃まで年間10基以上が設置された。昭和40年代末までに計83基が設置され、2021年（令和3年）時点で一つ山第一公園など37基が現存している。
1959年（昭和34年）に東京都台東区の入谷南公園に設置された池原謙一郎設計の石の山がオリジナルである。名古屋市によって図面が描かれた石の山は周辺自治体にも広まり、豊川市の曙公園、蒲郡市の若宮公園と大坪公園、西尾市の桜町公園、刈谷市の若松公園、春日井市の春見公園、小牧市の桃花台第2公園などに設置された。

### クライミングスライダー

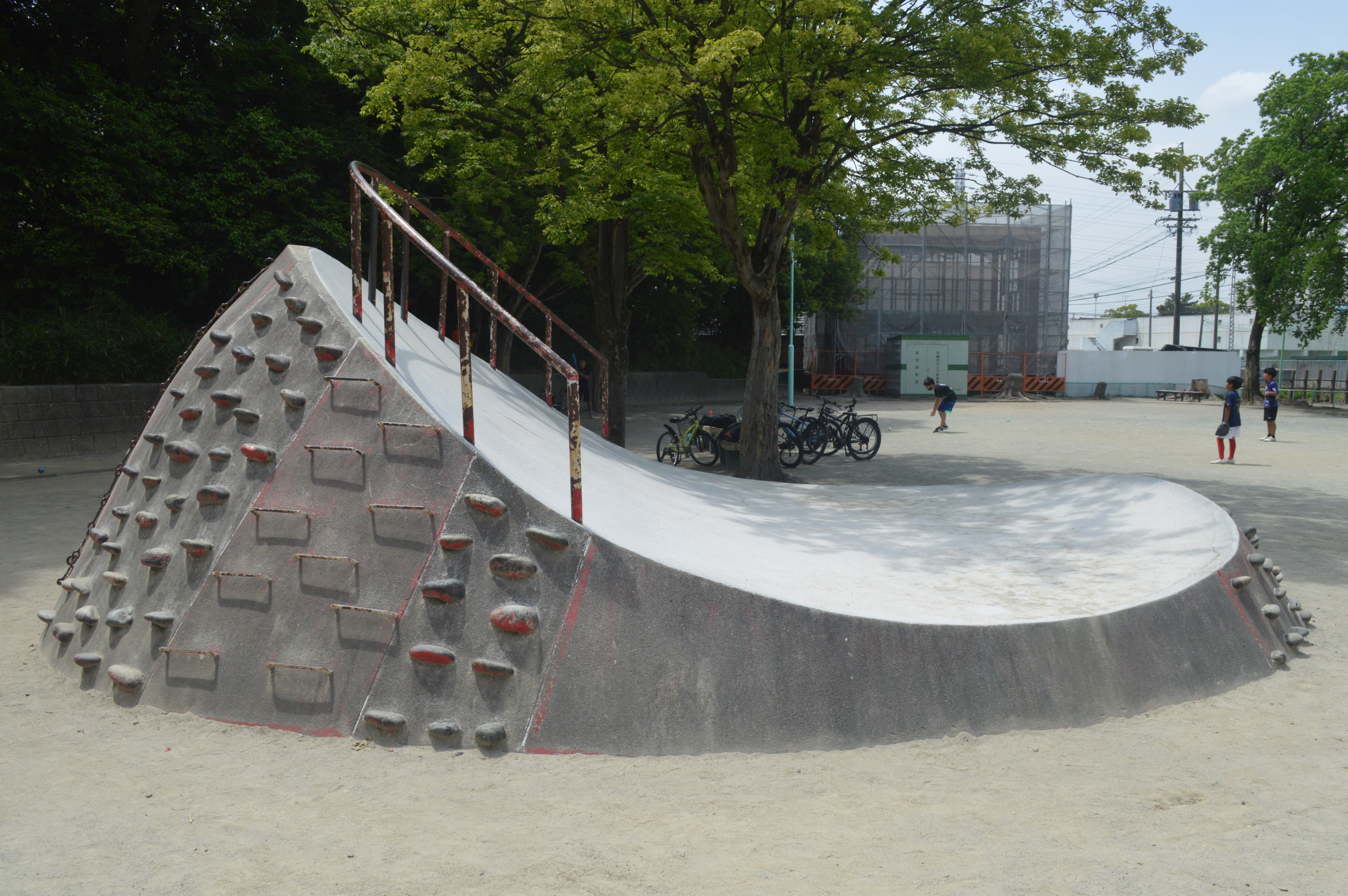
クライミングスライダー（粕畠公園）

石の山の約2年後に生まれたコンクリート製遊具が「クライミングスライダー」である。1966年度（昭和41年度）時点では栄公園、桜田公園、二女子公園に設置されており、その後も1971年（昭和46年）頃まで年間10基以上が設置された。計109基が設置され、2021年（令和3年）時点で65基が現存している。市営住宅の小公園に設置されていることが多い。
東京都中央区の鉄砲洲児童公園に設置されたクライミングスライダーがオリジナルである。名古屋市を含めた全国各地に波及し、大阪市には約50基のクライミングスライダーが現存している。

## プレイマウントの一覧

### 名古屋市
| 画像 | 設置場所                | 所在地                                                                                                   | 設置年度 | 規模   |
| ---- | ----------------------- | --- | -------- | ------ |
|      | 吹上公園                | 名古屋市昭和区吹上2丁目6 北緯35度9分27.53秒 東経136度55分54.33秒 / 北緯35.1576472度 東経136.9317583度    | 1966年度 | 大     |
|      | 裏門前公園              | 名古屋市中区大須3丁目3 北緯35度9分40.36秒 東経136度54分14.7秒 / 北緯35.1612111度 東経136.904083度        | 1970年度 | 大     |
|      | 葉場公園                | 名古屋市中区平和1丁目17 北緯35度8分51.6秒 東経136度54分17.53秒 / 北緯35.147667度 東経136.9048694度       | 1969年度 | 大     |
|      | 松原公園                | 名古屋市中区松原3丁目8 北緯35度9分9.07秒 東経136度53分50.99秒 / 北緯35.1525194度 東経136.8974972度       | 1967年度 | 大     |
|      | 仲ノ町公園              | 名古屋市中区栄1丁目27 北緯35度9分49.66秒 東経136度53分45.42秒 / 北緯35.1637944度 東経136.8959500度       | 1970年度 | 大     |
|      | 中村公園                | 名古屋市中村区東宿町1丁目 北緯35度10分33.48秒 東経136度51分9.95秒 / 北緯35.1759667度 東経136.8527639度   | 1970年度 | 大     |
|      | 稲葉地公園              | 名古屋市中村区稲葉地町1丁目 北緯35度10分0.73秒 東経136度50分43.39秒 / 北緯35.1668694度 東経136.8453861度 | 1974年度 | 大     |
|      | 荒輪井荘                | 名古屋市中村区荒輪井町2丁目                                                                              | 1976年度 | 小     |
|      | 鴨付公園                | 名古屋市中村区鴨付町2丁目 北緯35度9分39.4秒 東経136度50分45.51秒 / 北緯35.160944度 東経136.8459750度     | 1976年度 | 大     |
|      | 二瀬公園                | 名古屋市中村区二瀬町 北緯35度9分33.9秒 東経136度51分0.93秒 / 北緯35.159417度 東経136.8502583度           | 1976年度 | 小     |
|      | 並木第一公園            | 名古屋市中村区並木1丁目 北緯35度9分11.74秒 東経136度51分6.37秒 / 北緯35.1532611度 東経136.8517694度      | 1971年度 | 大     |
|      | 柳公園                  | 名古屋市中村区烏森町2丁目 北緯35度9分14.03秒 東経136度51分42.51秒 / 北緯35.1538972度 東経136.8618083度   | 1971年度 | 大     |
|      | 横井山緑地              | 名古屋市中村区横井1丁目 北緯35度8分55.09秒 東経136度49分57.58秒 / 北緯35.1486361度 東経136.8326611度     | 1976年度 | 大     |
|      | 郷内公園                | 名古屋市中川区万場3丁目 北緯35度9分14.18秒 東経136度49分55.91秒 / 北緯35.1539389度 東経136.8321972度     | 1987年度 | 小     |
|      | 松若公園                | 名古屋市中川区東春田1丁目 北緯35度8分40.18秒 東経136度49分2.16秒 / 北緯35.1444944度 東経136.8172667度    | 1982年度 | 小     |
|      | 外浦公園                | 名古屋市中川区供米田1丁目 北緯35度8分10.58秒 東経136度49分2.71秒 / 北緯35.1362722度 東経136.8174194度    | 1982年度 | 小     |
|      | 木藪公園                | 名古屋市中川区大当郎1丁目 北緯35度8分3.75秒 東経136度50分4.75秒 / 北緯35.1343750度 東経136.8346528度     | 1986年度 | 小     |
|      | 柳森公園                | 名古屋市中川区柳森町 北緯35度8分55.22秒 東経136度51分22.82秒 / 北緯35.1486722度 東経136.8563389度        | 1974年度 | 小     |
|      | 吉良第二公園            | 名古屋市中川区吉良町 北緯35度8分34.32秒 東経136度51分44.73秒 / 北緯35.1428667度 東経136.8624250度        | 1972年度 | 小     |
|      | 荒子公園                | 名古屋市中川区荒子2丁目 北緯35度8分17.72秒 東経136度51分32.56秒 / 北緯35.1382556度 東経136.8590444度     | 1972年度 | 大     |
|      | 船入公園                | 名古屋市中川区荒子5丁目 北緯35度7分58.97秒 東経136度51分18.1秒 / 北緯35.1330472度 東経136.855028度       | 1976年度 | 小     |
|      | 丸池公園                | 名古屋市中川区中花町 北緯35度7分51.5秒 東経136度50分45.39秒 / 北緯35.130972度 東経136.8459417度          | 1977年度 | 大     |
|      | 中島中央公園            | 名古屋市中川区中島新町2丁目 北緯35度7分42.68秒 東経136度51分9.65秒 / 北緯35.1285222度 東経136.8526806度  | 1979年度 | 大     |
|      | 荒越公園                | 名古屋市中川区荒越町3丁目 北緯35度7分58.86秒 東経136度53分4.83秒 / 北緯35.1330167度 東経136.8846750度    | 1971年度 | 大     |
|      | 昭和橋公園              | 名古屋市中川区十一番町3丁目 北緯35度7分22.14秒 東経136度52分47.62秒 / 北緯35.1228167度 東経136.8798944度 | 1972年度 | 大     |
|      | 丸池荘                  | 名古屋市港区丸池町1丁目 北緯35度7分1.99秒 東経136度52分17.72秒 / 北緯35.1172194度 東経136.8715889度      | 1981年度 | 大     |
|      | 土古公園                | 名古屋市港区土古町2丁目 北緯35度6分41.72秒 東経136度52分16.14秒 / 北緯35.1115889度 東経136.8711500度     | 1967年度 | 大     |
|      | 本宮公園                | 名古屋市港区本宮新町 北緯35度6分27.93秒 東経136度51分57.85秒 / 北緯35.1077583度 東経136.8660694度        | 1988年度 | 大     |
|      | 泰明南荘                | 名古屋市港区泰明町3丁目 北緯35度6分30.88秒 東経136度51分44.43秒 / 北緯35.1085778度 東経136.8623417度     | 1984年度 | 小     |
|      | 小碓中央公園            | 名古屋市港区小碓4丁目 北緯35度7分4.44秒 東経136度50分57.13秒 / 北緯35.1179000度 東経136.8492028度        | 1974年度 | 大     |
|      | 善南公園                | 名古屋市港区善南町 北緯35度5分51.46秒 東経136度51分6.08秒 / 北緯35.0976278度 東経136.8516889度           | 1975年度 | 小     |
|      | 宝神中央公園            | 名古屋市港区宝神5丁目 北緯35度5分20.44秒 東経136度50分46.92秒 / 北緯35.0890111度 東経136.8463667度       | 1982年度 | 小     |
|      | 十一屋第二公園          | 名古屋市港区十一屋3丁目 北緯35度5分20.44秒 東経136度50分47.03秒 / 北緯35.0890111度 東経136.8463972度     | 1973年度 | 大     |
|      | 西稲永荘                | 名古屋市港区稲永5丁目6 北緯35度5分11.93秒 東経136度51分20.15秒 / 北緯35.0866472度 東経136.8555972度      | 1979年度 | 小     |
|      | 稲永東公園              | 名古屋市港区稲永3丁目10 北緯35度4分53.65秒 東経136度51分24.06秒 / 北緯35.0815694度 東経136.8566833度     | 1973年度 | 大     |
|      | 港陽公園                | 名古屋市港区港陽2丁目4 北緯35度6分1.8秒 東経136度53分25.97秒 / 北緯35.100500度 東経136.8905472度         | 1969年度 | 大     |
|      | 二番荘                  | 名古屋市熱田区二番2丁目25 北緯35度7分9.67秒 東経136度53分38.82秒 / 北緯35.1193528度 東経136.8941167度    | 1978年度 | 小     |
|      | 大瀬子公園              | 名古屋市熱田区木之免町 北緯35度7分17.28秒 東経136度54分11.21秒 / 北緯35.1214667度 東経136.9031139度      | 1981年度 | その他 |
|      | 内田橋南第二公園        | 名古屋市南区内田橋2丁目38 北緯35度6分41.95秒 東経136度54分33.78秒 / 北緯35.1116528度 東経136.9093833度   | 1986年度 | 小     |
|      | 大生公園                | 名古屋市南区東又兵ヱ町1丁目 北緯35度5分47.88秒 東経136度55分3.08秒 / 北緯35.0966333度 東経136.9175222度  | 1990年度 | 小     |
|      | 水袋公園                | 名古屋市南区神松町3丁目 北緯35度5分3.31秒 東経136度55分11.5秒 / 北緯35.0842528度 東経136.919861度        | 1975年度 | 大     |
|      | 元塩公園                | 名古屋市南区元塩町3丁目 北緯35度5分2.19秒 東経136度55分28.49秒 / 北緯35.0839417度 東経136.9245806度      | 1968年度 | 大     |
|      | 上浜南公園              | 名古屋市南区上浜町 北緯35度4分20.13秒 東経136度55分48.23秒 / 北緯35.0722583度 東経136.9300639度          | 1977年度 | 小     |
|      | 松風公園                | 名古屋市南区元鳴尾町 北緯35度4分38.81秒 東経136度56分18.85秒 / 北緯35.0774472度 東経136.9385694度        | 1971年度 | 小     |
|      | 呼続公園                | 名古屋市南区呼続4丁目4 北緯35度6分21.37秒 東経136度55分51.8秒 / 北緯35.1059361度 東経136.931056度        | 1969年度 | 大     |
|      | 桜公園                  | 名古屋市南区元桜田町2丁目 北緯35度6分20.22秒 東経136度56分21.31秒 / 北緯35.1056167度 東経136.9392528度   | 1973年度 | 大     |
|      | 杓子田公園              | 名古屋市南区明円町 北緯35度6分4.08秒 東経136度56分38.68秒 / 北緯35.1011333度 東経136.9440778度           | 1969年度 | 大     |
|      | 笠寺公園                | 名古屋市南区弥生町 北緯35度5分58.38秒 東経136度56分27.79秒 / 北緯35.0995500度 東経136.9410528度          | 1969年度 | 大     |
|      | 芝公園                  | 名古屋市南区芝町 北緯35度5分51.16秒 東経136度56分40.34秒 / 北緯35.0975444度 東経136.9445389度            | 1974年度 | 小     |
|      | 白雲公園                | 名古屋市南区白雲町 北緯35度5分44.78秒 東経136度56分23.72秒 / 北緯35.0957722度 東経136.9399222度          | 1974年度 | 小     |
|      | 浦里公園                | 名古屋市緑区浦里1丁目 北緯35度5分25.29秒 東経136度56分35.37秒 / 北緯35.0903583度 東経136.9431583度       | 1976年度 | 大     |
|      | 鳴海城跡公園            | 名古屋市緑区鳴海町城 北緯35度4分53.22秒 東経136度57分0.68秒 / 北緯35.0814500度 東経136.9501889度         | 1969年度 | 大     |
|      | 坊主山公園              | 名古屋市緑区平子が丘 北緯35度4分26.21秒 東経136度57分50.31秒 / 北緯35.0739472度 東経136.9639750度        | 1997年度 | 小     |
|      | 姥子山北公園            | 名古屋市緑区姥子山1丁目 北緯35度4分24.29秒 東経136度58分49.84秒 / 北緯35.0734139度 東経136.9805111度     | 1999年度 | 小     |
|      | 新海池公園              | 名古屋市緑区鳴海町池上 北緯35度5分23.44秒 東経136度57分42.5秒 / 北緯35.0898444度 東経136.961806度        | 1988年度 | 大     |
|      | 篠の風公園              | 名古屋市緑区篠の風2丁目 北緯35度5分52.28秒 東経136度58分49.5秒 / 北緯35.0978556度 東経136.980417度       | 1973年度 | 大     |
|      | 要池公園                | 名古屋市緑区乗鞍2丁目 北緯35度5分42.72秒 東経136度59分46.59秒 / 北緯35.0952000度 東経136.9962750度       | 1986年度 | 小     |
|      | 梅野公園                | 名古屋市天白区野並4丁目 北緯35度6分16.7秒 東経136度57分38.32秒 / 北緯35.104639度 東経136.9606444度       | 1974年度 | 大     |
|      | 中曽根公園              | 名古屋市天白区菅田1丁目 北緯35度6分59.1秒 東経136度57分47.77秒 / 北緯35.116417度 東経136.9632694度       | 1986年度 | 大     |
|      | 下山畑公園              | 名古屋市天白区菅田1丁目 北緯35度6分51.02秒 東経136度57分54.32秒 / 北緯35.1141722度 東経136.9650889度     | 1987年度 | 小     |
|      | 菅田公園                | 名古屋市天白区菅田2丁目 北緯35度6分56.96秒 東経136度58分7.63秒 / 北緯35.1158222度 東経136.9687861度      | 1987年度 | 小     |
|      | 宮脇公園                | 名古屋市天白区元八事2丁目 北緯35度7分22.74秒 東経136度57分59.06秒 / 北緯35.1229833度 東経136.9664056度   | 1970年度 | 大     |
|      | 島田公園                | 名古屋市天白区池場1丁目 北緯35度7分30.04秒 東経136度58分56.92秒 / 北緯35.1250111度 東経136.9824778度     | 1976年度 | 大     |
|      | 屋下公園                | 名古屋市天白区平針4丁目 北緯35度7分19.3秒 東経137度0分16.62秒 / 北緯35.122028度 東経137.0046167度        | 1982年度 | 大     |
|      | 中根南部公園            | 名古屋市瑞穂区関取町 北緯35度6分49.84秒 東経136度57分16.25秒 / 北緯35.1138444度 東経136.9545139度        | 1971年度 | 大     |
|      | 中根公園                | 名古屋市瑞穂区白砂町4丁目 北緯35度7分2.17秒 東経136度57分41.02秒 / 北緯35.1172694度 東経136.9613944度    | 1971年度 | 大     |
|      | 梅森荘                  | 名古屋市名東区梅森坂4丁目 北緯35度8分30.91秒 東経137度1分12.79秒 / 北緯35.1419194度 東経137.0202194度    | 1973年度 | 小     |
|      | 深田池公園              | 名古屋市名東区高針3丁目 北緯35度9分33.54秒 東経137度0分31.12秒 / 北緯35.1593167度 東経137.0086444度      | 1981年度 | 小     |
|      | 宝が丘公園              | 名古屋市名東区宝が丘 北緯35度10分40.38秒 東経137度1分22.13秒 / 北緯35.1778833度 東経137.0228139度        | 1976年度 | 小     |
|      | 上社西部第二公園        | 名古屋市名東区社口1丁目 北緯35度10分33.24秒 東経136度59分54.23秒 / 北緯35.1759000度 東経136.9983972度    | 1974年度 | 小     |
|      | 九合田公園              | 名古屋市名東区香南2丁目 北緯35度11分22.35秒 東経137度0分16.75秒 / 北緯35.1895417度 東経137.0046528度     | 1976年度 | 小     |
|      | 本地荘                  | 名古屋市守山区本地が丘 北緯35度11分55.84秒 東経137度1分29.42秒 / 北緯35.1988444度 東経137.0248389度      | 1973年度 | 小     |
|      | 川村公園                | 名古屋市守山区川村町 北緯35度12分40.26秒 東経136度57分57.84秒 / 北緯35.2111833度 東経136.9660667度       | 1997年度 | 大     |
|      | 永森公園                | 名古屋市守山区永森町 北緯35度12分16.54秒 東経136度57分34.04秒 / 北緯35.2045944度 東経136.9594556度       | 1995年度 | 大     |
|      | 前浪荘                  | 名古屋市東区前浪町6 北緯35度11分4.9秒 東経136度57分10.57秒 / 北緯35.184694度 東経136.9529361度           | 1982年度 | 小     |
|      | 東芳野公園              | 名古屋市東区芳野1丁目11 北緯35度11分6.98秒 東経136度55分17.88秒 / 北緯35.1852722度 東経136.9216333度     | 1977年度 | 小     |
|      | 東白壁公園              | 名古屋市東区白壁5丁目 北緯35度10分58.05秒 東経136度55分13.24秒 / 北緯35.1827917度 東経136.9203444度      | 1977年度 | 小     |
|      | 上飯田南荘 あじさい広場 | 名古屋市北区上飯田南町4丁目 北緯35度12分1.23秒 東経136度56分15.49秒 / 北緯35.2003417度 東経136.9376361度 | 1976年度 | 小     |
|      | 上飯田南荘 富士山公園   | 名古屋市北区上飯田南町4丁目 北緯35度12分5.99秒 東経136度56分6.67秒 / 北緯35.2016639度 東経136.9351861度  | 1978年度 | 大     |
|      | 金作公園                | 名古屋市北区清水4丁目3 北緯35度11分32.24秒 東経136度54分36.41秒 / 北緯35.1922889度 東経136.9101139度     | 1979年度 | 小     |
|      | 福徳荘                  | 名古屋市北区福徳町3丁目 北緯35度12分41.67秒 東経136度53分56.4秒 / 北緯35.2115750度 東経136.899000度      | 1972年度 | 大     |
|      | 蛇池公園（北）          | 名古屋市西区山田町大字比良 北緯35度13分32.3秒 東経136度54分12.95秒 / 北緯35.225639度 東経136.9035972度   | 1975年度 | 大     |
|      | 蛇池公園（南）          | 名古屋市西区山田町大字比良 北緯35度13分32.3秒 東経136度54分12.95秒 / 北緯35.225639度 東経136.9035972度   | 1975年度 | 小     |
|      | 赤城公園                | 名古屋市西区赤城町 北緯35度13分25.47秒 東経136度53分23.38秒 / 北緯35.2237417度 東経136.8898278度         | 1974年度 | 大     |
|      | 五町公園                | 名古屋市西区五才美町 北緯35度13分11.02秒 東経136度53分24.85秒 / 北緯35.2197278度 東経136.8902361度       | 1974年度 | 大     |
|      | 平塚公園                | 名古屋市西区八筋町 北緯35度13分19.73秒 東経136度52分49.39秒 / 北緯35.2221472度 東経136.8803861度         | 1977年度 | 大     |
|      | 見寄公園                | 名古屋市西区見寄町 北緯35度13分13.49秒 東経136度51分48.49秒 / 北緯35.2204139度 東経136.8634694度         | 1976年度 | 小     |
|      | 中小田井公園            | 名古屋市西区中小田井2丁目 北緯35度12分50.21秒 東経136度52分20.52秒 / 北緯35.2139472度 東経136.8723667度  | 1972年度 | 大     |
|      | 児玉南公園              | 名古屋市西区児玉3丁目9 北緯35度11分34.99秒 東経136度52分51.23秒 / 北緯35.1930528度 東経136.8808972度     | 1972年度 | 大     |
|      | 南押切公園              | 名古屋市西区則武新町2丁目17 北緯35度10分56.87秒 東経136度53分0.87秒 / 北緯35.1824639度 東経136.8835750度 | 1976年度 | 大     |
|      | 桜木公園                | 名古屋市西区菊井1丁目27 北緯35度10分56.87秒 東経136度53分0.87秒 / 北緯35.1824639度 東経136.8835750度     | 1967年度 | 大     |

### 名古屋市以外
| 画像 | 設置場所           | 所在地                          | 設置年度 | 規模     |
| ---- | ------------------ | ------------------------------- | -------- | -------- |
|      | 北出公園           | 愛知県稲沢市松下2丁目17-17      | 1974年度 | 大       |
|      | 黒田第2児童遊園    | 愛知県一宮市木曽川町黒田城西    | 1979年度 | 直径10m  |
|      | 市営大輪住宅       | 愛知県小牧市小牧1丁目           | 1994年度 | 直径11m  |
|      | 桃花台第1公園      | 愛知県小牧市城山4丁目           | 1990年度 | 大       |
|      | 城山第1公園        | 愛知県小牧市城山5丁目           | 1995年度 | 直径9m   |
|      | 桃花台中央公園     | 愛知県小牧市城山2丁目           | 1991年度 | 大       |
|      | 桃花台第4公園      | 愛知県小牧市光ケ丘3丁目         | 1987年度 | 大       |
|      | はなのき公園       | 愛知県春日井市小野町2丁目       | 1973年度 | 16m×14m  |
|      | 丸山公園           | 愛知県春日井市如意申町4丁目     | 1980年度 | 直径7m   |
|      | 上ノ場公園         | 愛知県春日井市如意申町8丁目     | 1981年度 | 直径7m   |
|      | 山ノ脇公園         | 愛知県春日井市柏井町7丁目       | 1980年度 | 直径7m   |
|      | 杁ヶ島公園         | 愛知県春日井市杁ヶ島町          | 1980年度 | 直径7m   |
|      | 上八田住宅児童遊園 | 愛知県春日井市八田町2丁目       | 1996年度 | 直径11m  |
|      | 小針公園           | 愛知県春日井市白山町4丁目       | 1979年度 | 直径7m   |
|      | 後山公園           | 愛知県長久手市桜作              | 1983年度 | 小       |
|      | にしうしろ公園     | 愛知県日進市梅森台5丁目         | 1981年度 | 小       |
|      | 和合ケ丘中央公園   | 愛知県愛知郡東郷町和合ケ丘3丁目 | 1972年度 | 直径9.5m |
|      | 富田公園           | 愛知県東海市富木島町伏見1丁目   | 1968年度 | 大       |
|      | あいち健康の森公園 | 愛知県大府市森岡町9丁目         | 1997年度 | 直径10m  |
|      | 県営東浦住宅       | 愛知県知多郡東浦町石浜三本松    | 2007年度 | 直径11m  |
|      | 高根中央公園       | 愛知県知多郡東浦町緒川東仙台    | 1981年度 | 小       |
|      | 高根南公園         | 愛知県知多郡東浦町緒川東仙台    | 1983年度 | 小       |
|      | 高根台中央公園     | 愛知県知多郡阿久比町福住高根台  | 1981年度 | 小       |
|      | 岡田美里町公園     | 愛知県知多市岡田美里町          | 2002年度 | 直径11m  |
|      | 多屋公園           | 愛知県常滑市大鳥町4丁目         | 2009年度 | 大       |
|      | 雁宿公園           | 愛知県半田市雁宿町3丁目         | 2017年度 | 直径14m  |
|      | 熊野公園           | 愛知県岡崎市六名1丁目           | 1979年度 | 直径9m   |
|      | 夕陽が浜東公園     | 愛知県田原市夕陽が浜            | 1998年度 | 直径5m   |
|      | 馬場公園           | 岐阜県瑞穂市上光町2丁目107      | 1980年度 | 小       |
|      | 東谷第1公園        | 三重県桑名市大山田5丁目7-7      | 1982年度 | 直径7m   |
|      | 三本松公民館       | 三重県四日市市水沢町1843        | 1990年度 | 直径11m  |
|      | 泉ヶ丘団地児童公園 | 三重県津市野田21-841            | 1975年度 | 小       |
|      | 小菅波公園         | 石川県加賀市小菅波町1丁目50     | 1974年度 | 9m×7.5m  |

### 撤去済み
- 新開公園 - 名古屋市瑞穂区。1969年度設置。1978年度撤去。
- 大杉公園 - 名古屋市北区。1968年度設置。1990年度撤去。
- 六反公園 - 名古屋市中村区。1971年度設置。1990年度撤去。
- 瓶ノ井公園 - 名古屋市名東区。1974年度設置。1990年度撤去。
- 幅下公園 - 名古屋市西区。1972年度設置。1991年度撤去。
- 森の里荘 - 名古屋市緑区。1979年度設置。1991年度撤去。
- 山下公園 - 名古屋市守山区。1972年度設置。1992年度撤去。
- 新山田北荘 - 名古屋市北区。1976年度設置。1992年度撤去。
- 二子山公園 - 春日井市。1980年度設置。1992年度撤去。
- 長町公園 - 名古屋市中川区。1971年度設置。1993年度撤去。
- 花ノ木公園 - 名古屋市西区。1984年度設置。1993年度撤去。
- 山吹谷公園 - 名古屋市東区。1971年度設置。1995年度撤去。
- 善北公園 - 名古屋市港区。1971年度設置。1995年度撤去。
- 新栄公園 - 名古屋市中区。1977年度設置。1995年度撤去。
- 野並公園 - 名古屋市天白区。1977年度設置。1995年度撤去。
- 池田公園 - 名古屋市中区。1968年度設置。1996年度撤去。
- 星宮公園 - 名古屋市南区。1974年度設置。1996年度撤去。
- 榎木荘 - 名古屋市千種区。1978年度設置。1996年度撤去。
- 港南荘 - 名古屋市港区。1979年度設置。1996年度撤去。
- 玉の井公園 - 名古屋市熱田区。1981年度設置。1997年度撤去。
- 浦里荘 - 名古屋市緑区。1976年度設置。2004年度撤去。
- 県営長久手住宅 - 長久手市。1977年度設置。2008年度撤去。
- 柳町どんぐりひろば - 名古屋市西区。1970年度設置。2010年度撤去。
- 興正寺公園 - 名古屋市昭和区。1971年度設置。2010年度撤去。
- 西茶屋荘（北） - 名古屋市港区。1980年度設置。2010年度撤去。
- 西茶屋荘（南） - 名古屋市港区。1981年度設置。2010年度撤去。
- 玄馬公園 - 名古屋市北区。1978年度設置。2012年度撤去。
- 元塩荘 - 名古屋市南区。1981年度設置。2012年度撤去。
- ふじさん児童遊園 - 小牧市。1981年度設置。2015年度撤去。
- 氷室荘 - 名古屋市南区。1971年度設置。2017年度撤去。
- 県営東浦住宅 - 知多郡東浦町。1975年度設置。2019年度撤去。
- 黒田第3児童遊園 - 一宮市。1977年度設置。2019年度撤去。
- 南山公園 - 豊田市。1979年度設置。2019年度撤去。
- 宝生公園 - 名古屋市南区宝生町3丁目。1969年度設置。2020年度撤去。
- 玉塚公園 - 名古屋市西区清里町。1972年度設置。2020年度撤去。